# 500 miles d'Indianapolis 2009
Les 500 miles d'Indianapolis 2009 se sont déroulés le dimanche 24 mai 2009 sur l'Indianapolis Motor Speedway et ont été remportés par le Brésilien Hélio Castroneves sur une Dallara-Honda du Team Penske.

## Grille de départ
| Ligne | Intérieur         | Milieu           | Extérieur        |
| 1     | Hélio Castroneves | Ryan Briscoe     | Dario Franchitti |
| 2     | Graham Rahal      | Scott Dixon      | Tony Kanaan      |
| 3     | Mario Moraes      | Marco Andretti   | Will Power       |
| 4     | Danica Patrick    | Alex Lloyd       | Raphael Matos    |
| 5     | Paul Tracy        | Vitor Meira      | Justin Wilson    |
| 6     | Hideki Mutoh      | Ed Carpenter     | Dan Wheldon      |
| 7     | A. J. Foyt IV     | Scott Sharp      | Sarah Fisher     |
| 8     | Davey Hamilton    | Robert Doornbos  | Townsend Bell    |
| 9     | Oriol Servia      | Tomas Scheckter  | Mike Conway      |
| 10    | John Andretti     | Ernesto Viso     | Milka Duno       |
| 11    | Nelson Philippe   | Ryan Hunter-Reay | Alex Tagliani    |

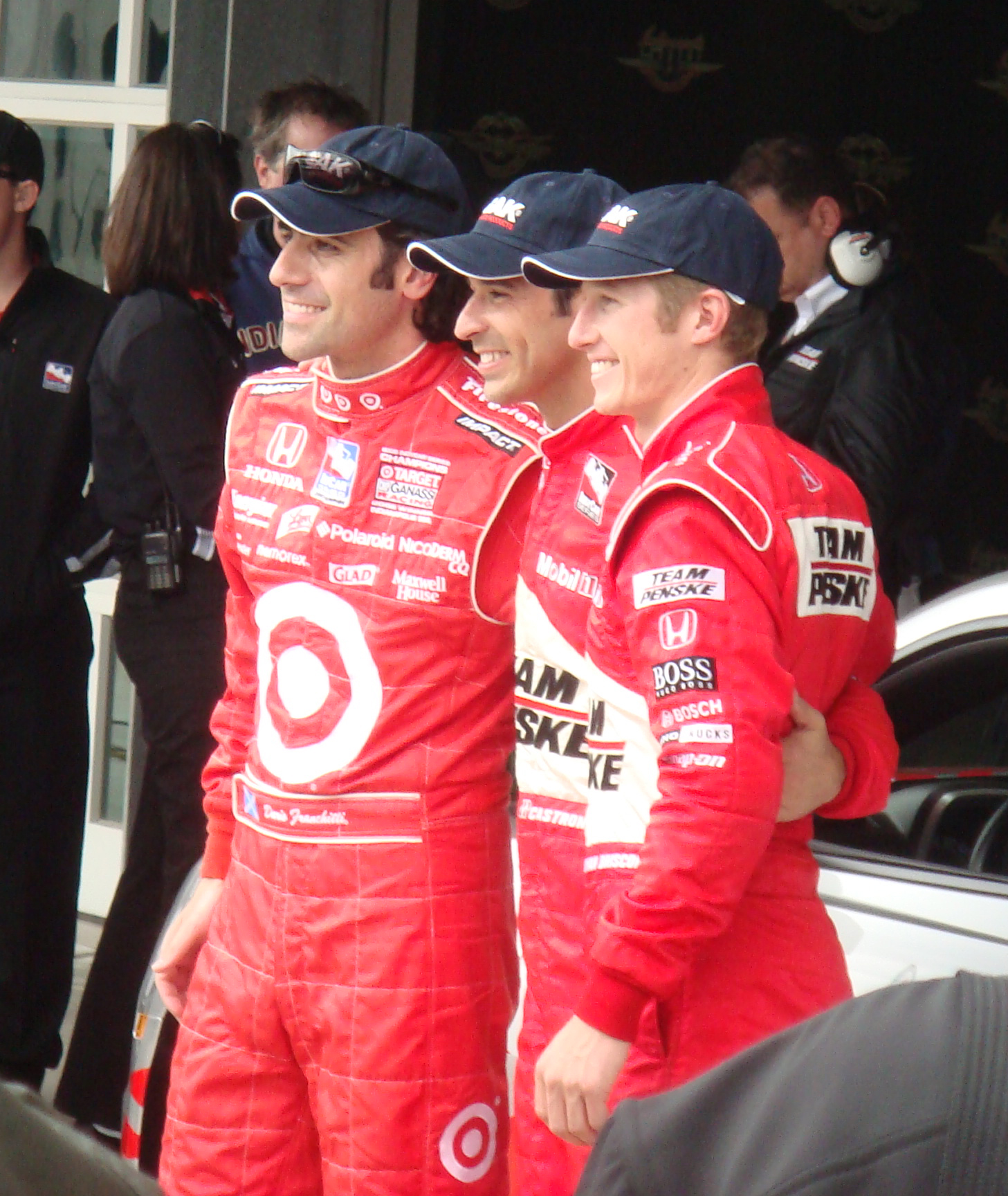
Castroneves entouré de Briscoe et Franchitti, la première ligne de la grille de départ

- La pole a été réalisée par Hélio Castroneves avec une moyenne de 361,884 km/h sur 4 tours. Il s'agit également du meilleur temps des qualifications.
- Qualifié en 30e position, le Brésilien Bruno Junqueira a été remplacé pour la course par son coéquipier Alex Tagliani qui avait précédemment manqué sa qualification. Comme le règlement le prévoit en cas de changement de pilote, Tagliani s'est élancé de la dernière place sur la grille.

## Classement final
| no | Pilote              | Voiture       | Équipe                                       | Tours | Temps/Abandon        |
| 1  | Hélio Castroneves   | Dallara-Honda | Team Penske                                  | 200   | 3 h 19 min 34 s 6427 |
| 2  | Dan Wheldon         | Dallara-Honda | Panther Racing                               | 200   |                      |
| 3  | Danica Patrick      | Dallara-Honda | Andretti Green Racing                        | 200   |                      |
| 4  | Townsend Bell       | Dallara-Honda | KV Racing                                    | 200   |                      |
| 5  | Will Power          | Dallara-Honda | Team Penske                                  | 200   |                      |
| 6  | Scott Dixon         | Dallara-Honda | Chip Ganassi Racing                          | 200   |                      |
| 7  | Dario Franchitti    | Dallara-Honda | Chip Ganassi Racing                          | 200   |                      |
| 8  | Ed Carpenter        | Dallara-Honda | Vision Racing                                | 200   |                      |
| 9  | Paul Tracy          | Dallara-Honda | KV Racing                                    | 200   |                      |
| 10 | Hideki Mutoh        | Dallara-Honda | Andretti Green Racing                        | 200   |                      |
| 11 | Alex Tagliani (R)   | Dallara-Honda | Conquest Racing                              | 200   |                      |
| 12 | Tomas Scheckter     | Dallara-Honda | Dale Coyne Racing                            | 200   |                      |
| 13 | Alex Lloyd          | Dallara-Honda | Sam Schmidt / Chip Ganassi Racing            | 200   |                      |
| 14 | Scott Sharp         | Dallara-Honda | Panther Racing                               | 200   |                      |
| 15 | Ryan Briscoe        | Dallara-Honda | Team Penske                                  | 200   |                      |
| 16 | A. J. Foyt IV       | Dallara-Honda | A. J. Foyt Enterprises                       | 200   |                      |
| 17 | Sarah Fisher        | Dallara-Honda | Sarah Fisher Racing                          | 200   |                      |
| 18 | Mike Conway (R)     | Dallara-Honda | Dreyer & Reinbold Racing                     | 200   |                      |
| 19 | John Andretti       | Dallara-Honda | Dreyer & Reinbold Racing / Petty Enterprises | 200   |                      |
| 20 | Milka Duno          | Dallara-Honda | Dreyer & Reinbold Racing                     | 199   |                      |
| 21 | Vitor Meira         | Dallara-Honda | A. J. Foyt Enterprises                       | 173   | accident             |
| 22 | Raphael Matos (R)   | Dallara-Honda | Luczo Dragon Racing                          | 173   | accident             |
| 23 | Justin Wilson       | Dallara-Honda | Dale Coyne Racing                            | 160   | contact              |
| 24 | Ernesto Viso        | Dallara-Honda | HVM Racing                                   | 139   | mécanique            |
| 25 | Nelson Philippe (R) | Dallara-Honda | HVM Racing                                   | 130   | accident             |
| 26 | Oriol Servia        | Dallara-Honda | Rahal/Letterman Racing                       | 98    | mécanique            |
| 27 | Tony Kanaan         | Dallara-Honda | Andretti Green Racing                        | 97    | accident             |
| 28 | Robert Doornbos (R) | Dallara-Honda | Newman/Haas/Lanigan Racing                   | 85    | accident             |
| 29 | Davey Hamilton      | Dallara-Honda | Dreyer & Reinbold Racing                     | 79    | accident             |
| 30 | Marco Andretti      | Dallara-Honda | Andretti Green Racing                        | 56    | tenue de route       |
| 31 | Graham Rahal        | Dallara-Honda | Newman/Haas/Lanigan Racing                   | 55    | accident             |
| 32 | Ryan Hunter-Reay    | Dallara-Honda | Vision Racing                                | 19    | accident             |
| 33 | Mario Moraes        | Dallara-Honda | KV Racing                                    | 0     | accident             |